# Górna
Górna er en administrativ region i Łódź. Den har et areal på 71,9 km² og 179.958 indbyggere (2005). Indenfor regionens grænser findes, blandt andet, Det centrale tekstilmuseum (i Den hvide fabrik), ti parker og en række rekreationscentrer samt Władysław Reymont Lufthavn Łódź.

## Historie
Den administrative bydel Górna blev oprettet 1. januar 1960 som en af fem fastsatte bydele, i stedet for de syv oprindelige. Górna opstod efter sammenslåningen af de tidligere bydele Ruda og Chojny, efter at en del af disses nordlige områder blev indlemmet i bydelene Śródmieście, Polesie og Widzew. 1. januar 1988 blev Górna yderligere forstørret med indlemmelsen af en række landsbyer. Den 1. januar 1993 blev inddelingen i bydele formelt ophævet og lavet om til administrative regioner.
51°42′N 19°30′Ø / 51.7°N 19.5°Ø